# Saïda El Boudouhi
Saïda El Boudouhi (* 25. Dezember 1978 in Nador, Marokko) ist eine andorranische Rechtswissenschaftlerin marokkanischer Herkunft und Hochschullehrerin an der Universität Paris VIII.

## Leben und Wirken
Nach dem Erwerb des Baccalauréat am Lycée Comte de Foix in Andorra 1998 absolvierte El Boudouhi zunächst einen Studiengang in angelsächsischer Sprache, Literatur und Kultur, wo sie 2000 ein Diplôme d’études universitaires générales an der Université Toulouse II – Le Mirail erwarb. 2002 schloss sie an der Universität Toulouse I das anschließend begonnene Studium der Rechtswissenschaften ab. Es folgte ein Diplom in Legal Studies, das sie 2003 an der Cardiff University erwarb. Anschließend kehrte sie nach Frankreich zurück und erwarb 2004 an der Université Paris 1 Panthéon-Sorbonne einen Masterabschluss in internationalem Recht und dem Recht internationaler Organisationen. 2009 wurde sie von der Université Paris 1 Panthéon-Sorbonne mit der von Pierre Michel Eisemann betreuten Schrift l’élément factuel dans le contentieux international zur Dr. iur. promoviert. Anschließend arbeitete El Boudouhi als Postdoktorandin im Programm für Global Governance von Miguel Poiares Maduro am Europäischen Hochschulinstitut in Florenz. Ab 2011 war sie Assistenzprofessorin für Öffentliches Recht an der Universität Panthéon-Assas. 2016 wurde sie zur ordentlichen Professorin an der Université de Valenciennes et du Hainaut-Cambrésis ernannt. 2021 wechselte El Boudouhi als ordentliche Professorin für Öffentliches Recht, Internationales Recht und Europarecht an die Universität Paris VIII, wo sie seitdem tätig ist.
Im Januar 2025 war El Boudouhi eine der Kandidatinnen für die Nachfolge von Pere Pastor Vilanova als Richterin am Europäischen Gerichtshof für Menschenrechte. Gewählt wurde aber schließlich Canòlic Mingorance Cairat.

## Forschung
El Boudouhis Forschungsschwerpunkte liegen vor allem im Völkerrecht und dessen Verhältnis zum innerstaatlichen Rechtssystem, im internationalen und europäischen Menschenrechtsschutz, im Recht der Internationalen Organisationen, im Recht der Außenbeziehungen der Europäischen Union, im Internationalen Wirtschaftsrecht vor allem der Welthandelsorganisation und dem globalen Steuerrecht. Gerade zum letztgenannten Bereich hat sie zwei Monographien verfasst (Vers quel changement de paradigme en droit international économique ? und L’évolution de l’encadrement de la fiscalité internationale. Regards croisés de fiscalistes et d’internationalistes).